# Noyers-Saint-Martin
Noyers-Saint-Martin és un municipi francès, situat al departament de l'Oise i a la regió dels Alts de França. L'any 2007 tenia 738 habitants.

## Demografia

### Població
El 2007 la població de fet de Noyers-Saint-Martin era de 738 persones. Hi havia 272 famílies de les quals 48 eren unipersonals (36 homes vivint sols i 12 dones vivint soles), 88 parelles sense fills, 124 parelles amb fills i 12 famílies monoparentals amb fills.
La població ha evolucionat segons el següent gràfic:
Habitants censats

### Habitatges
El 2007 hi havia 293 habitatges, 273 eren l'habitatge principal de la família, 11 eren segones residències i 9 estaven desocupats. 284 eren cases i 6 eren apartaments. Dels 273 habitatges principals, 189 estaven ocupats pels seus propietaris, 75 estaven llogats i ocupats pels llogaters i 9 estaven cedits a títol gratuït; 1 tenia una cambra, 6 en tenien dues, 38 en tenien tres, 88 en tenien quatre i 140 en tenien cinc o més. 207 habitatges disposaven pel capbaix d'una plaça de pàrquing. A 109 habitatges hi havia un automòbil i a 129 n'hi havia dos o més.

### Piràmide de població
La piràmide de població per edats i sexe el 2009 era:
| Homes | Edats   | Dones |
| ----- | ------- | ----- |
| 0     | 95 o +  | 0     |
| 0     | 90 a 94 | 0     |
| 0     | 85 a 89 | 0     |
| 8     | 80 a 84 | 8     |
| 16    | 75 a 79 | 20    |
| 4     | 70 a 74 | 12    |
| 4     | 65 a 69 | 4     |
| 24    | 60 a 64 | 12    |
| 16    | 55 a 59 | 12    |
| 16    | 50 a 54 | 16    |
| 32    | 45 a 49 | 24    |
| 24    | 40 a 44 | 32    |
| 24    | 35 a 39 | 24    |
| 44    | 30 a 34 | 32    |
| 16    | 25 a 29 | 32    |
| 24    | 20 a 24 | 16    |
| 20    | 15 a 19 | 52    |
| 36    | 10 a 14 | 20    |
| 28    | 5 a 9   | 20    |
| 24    | 0 a 4   | 44    |

## Economia
El 2007 la població en edat de treballar era de 472 persones, 346 eren actives i 126 eren inactives. De les 346 persones actives 318 estaven ocupades (180 homes i 138 dones) i 28 estaven aturades (13 homes i 15 dones). De les 126 persones inactives 43 estaven jubilades, 37 estaven estudiant i 46 estaven classificades com a «altres inactius».

### Ingressos
El 2009 a Noyers-Saint-Martin hi havia 289 unitats fiscals que integraven 786,5 persones, la mediana anual d'ingressos fiscals per persona era de 17.098 €.

### Activitats econòmiques
Dels 22 establiments que hi havia el 2007, 1 era d'una empresa alimentària, 1 d'una empresa de fabricació de material elèctric, 6 d'empreses de construcció, 4 d'empreses de comerç i reparació d'automòbils, 2 d'empreses de transport, 2 d'empreses d'hostatgeria i restauració, 4 d'empreses de serveis i 2 d'empreses classificades com a «altres activitats de serveis».
Dels 12 establiments de servei als particulars que hi havia el 2009, 1 era una oficina de correu, 2 tallers de reparació d'automòbils i de material agrícola, 1 paleta, 2 lampisteries, 1 electricista, 2 empreses de construcció, 1 perruqueria, 1 veterinari i 1 restaurant.
Dels 2 establiments comercials que hi havia el 2009, 1 era una botiga de menys de 120 m² i 1 una fleca.
L'any 2000 a Noyers-Saint-Martin hi havia 14 explotacions agrícoles que ocupaven un total de 1.360 hectàrees.

## Equipaments sanitaris i escolars
El 2009 hi havia una escola elemental.

## Poblacions més properes
El següent diagrama mostra les poblacions més properes.